# Klapa s Mora
Klapa s Mora (kroatisk: Klapa je Mora, engelsk: Vocal with Mora, tidligere Super Klapa) er en kroatisk sanggruppe bestående af Marko Škugor, Ante Galić, Nikša Antica, Leon Bataljaku, Ivica Vlaić og Bojan Kavedžija. De repræsenterede Kroatien til Eurovision Song Contest 2013 i Malmø, Sverige, med sangen "Mižerja" hvor de nåede til semifinalen.

## Historie

### Eurovision Song Contest 2013
Den 11. februar 2013 blev det meddelt at gruppen ville repræsentere Kroatien i Eurovision Song Contest 2013 som blev afholdt iMalmö i Sverige, kort efter at være blevet udvalgt af HRT. De deltog med sangen "Mižerja". Da gruppen blev etableret havde de intet officielt navn, men kaldte sig Super Klapa. D. 27. februar meddelte de at de skiftede navn til Klapa s Mora krot før deres optræden i Eurovision Song Contest 2013. Gruppen gruppen nåede frem til semifinalen men nåede ikke til finalen.

## Medlemmer
Gruppens seks medlemmer er fra forskellige klapa-grupper.
- Marko Škugor fra gruppen Kampanel - første tenor
- Ante Galić fra gruppen Sinj - anden tenor
- Nikša Antica fra gruppen Kampanel - første baryton
- Leon Bataljaku fra gruppen Crikvenica - anden baryton
- Ivica Vlaić fra gruppen Sebenico - basstemme
- Bojan Kavedžija fra gruppen Grdelin - bassemme

## Diskografi

### Singler
- 2013 - "Mižerja"

## Eksterne Henvisninger
- Wikimedia Commons har flere filer relateret til Klapa s Mora
- Profil på eurovision.tv (engelsk)